# ريتينويد
ريتينويد (Retinoid) هي فئة من المركبات الكيميائية والتي تتكون من مادة الفيتامير ( مادة ذات فعالية فيتامينية) أي عدد من المركب الكيميائي A، وجد الريتينويد في الطب حيث ينظم نمو النسيج الطلائي
الريتانويدات لها العديد من الوظائف الهامة في جميع أنحاء الجسم ومنها  تنظيم انتشار الخلايا، ونمو النسيج العظمي، وتفعيل الجين الكابت للورم . هنالك العديد من الأبحاث تبين قدرت الريتينويد في علاج سرطان الجلد، وأيضاً يمكن اسخدامة موضعياً للمساعدة في علاج آفات الجلد من ساركوما كابوزي.